# 그랜드 갤럭시
《그랜드 갤럭시 호텔》은 2025년 하반기 부터 방영 예정인 호텔 델루나 후속 드라마이다.

### 여담
- 호텔 블루문 사장인 김수현이 새로운 사장으로 나왔었다.

- 호텔 델루나의 후속작이다. 이도현은 호텔 델루나에도 고청명으로 나왔었다. 이번에는 새로운 사장 은하로 나온다.